# 日本国憲法第31条
日本国憲法 第31条（にほんこく（にっぽんこく）けんぽう だい31じょう）は、日本国憲法の第3章にある条文で、適正手続の保障について規定している。

## 条文
日本国憲法 - e-Gov法令検索

第三十一条何人も、法律の定める手続によらなければ、その生命若しくは自由を奪はれ、又はその他の刑罰を科せられない。

## 解説
本条はいわゆる適正手続の保障を定めたものである。(ただし、日本国憲法31条の文言には、適正(due)という語は含まれておらず、解釈に幅がある。) また、手続法（刑事訴訟法）のみでなく、適用される刑罰の実体が法定である事の要求まで含むと解される。
本条は、アメリカ合衆国憲法修正第5条および第14条の「何人も、法の適正な手続き（Due process of law）によらずに、生命、自由、または財産を奪われることはない」という、デュー・プロセス・オブ・ローに由来する。デュー・プロセス条項は、古くはイギリス中世のマグナ・カルタにまで遡るものであり、政府・国家の権力が恣意的に行使されるのを防止するため手続的制約を課すものである。
本条に財産は明記されていないが、判例は含まれると認めている（関税法違反被告事件）。
憲法39条、73条とともに、日本国憲法下における罪刑法定主義の主な根拠規定の一つとされる。

## 沿革

### 大日本帝国憲法
東京法律研究会 p. 8

第二十三條日本臣民ハ法律ニ依ルニ非スシテ逮捕監禁審問處罰ヲ受クルコトナシ

### GHQ草案
「GHQ草案」、国立国会図書館「日本国憲法の誕生」。

#### 日本語
第三十二条何人モ国会ノ定ムル手続ニ依ルニアラサレハ其ノ生命若ハ自由ヲ奪ハレ又ハ刑罰ヲ科セラルルコト無カルヘシ又何人モ裁判所ニ上訴ヲ提起スル権利ヲ奪ハルコト無カルヘシ

#### 英語
Article XXXII.No person shall be deprived of life or liberty, nor shall any criminal penalty be imposed, except according to procedures established by the Diet, nor shall any person be denied the right of appeal to the courts.

### 憲法改正草案要綱
「憲法改正草案要綱」、国立国会図書館「日本国憲法の誕生」。

第三十何人ト雖モ国会ノ定ムル手続ニ依ルニ非ザレバ其ノ生命若ハ自由ヲ奪ハレ又ハ刑罰ヲ科セラルルコトナカルベク何人モ裁判所ニ於テ裁判ヲ受クルノ権利ヲ奪ハルコトナカルベキコト

### 憲法改正草案
「憲法改正草案」、国立国会図書館「日本国憲法の誕生」。

第二十八条何人も、法律の定める手続によらなければ、その生命若しくは自由を奪われ、又はその他の刑罰を科せられない。

## 行政手続における適用
本条の規定は、行政手続に適用、準用ないし類推適用できるかが問題となる。この点、判例は次のように述べる。
「憲法31条の定める法定手続の保障は、直接には刑事手続に関するものであるが、行政手続については、それが刑事手続ではないとの理由のみで、そのすべてが当然に同条による保障の枠外にあると判断することは相当ではない。しかしながら、同条による保障が及ぶと解すべき場合であっても、一般に、行政手続は、刑事手続とその性質においておのずから差異があり、また、行政目的に応じて多種多様であるから、行政処分の相手方に事前の告知、弁解、防御の機会を与えるかどうかは、行政処分により制限を受ける権利利益の内容、性質、制限の程度、行政処分により達成しようとする公益の内容、程度、緊急性等を総合較量して決定されるべきものであって、常に必ずそのような機会を与えることを必要とするものではないと解するのが相当である。」としている（成田新法事件）。
この判決に対する評価は分かれる。第1文から、行政手続への準用を肯定しているとして好意的に見る見解と、「必ずそのような機会を与えることを必要とするものではない」とした判示から、適正手続の保障が不十分であるという見解がある。
憲法31条は刑事手続に限定されるとし、それ以外の手続きは憲法13条により適正さが要求されるという見解がある。しかしながら、現在では「それぞれの立場によると、どのような行政手続きにどのような保障を認めることになるのか」に議論が移り、行政手続に憲法上の保障が及びうることについては通説である。
法律レベルでは、相次ぐ行政手続法の改正などによって、不利益処分や申請に対する応答をはじめとして、命令等の制定時についても、行政手続における適正手続が求められるようになっている。

### 不適用説
合衆国憲法の「デュー・プロセス」条項と比較して日本国憲法は「財産」の代わりに「その他の刑罰」と規定しているため行政手続きの根拠とはならない。本条文の憲法上の体系的地位・文理解釈からすると行政手続きには適用がない。
ただし、この立場に立つ者の多くも行政手続き適正化の憲法的要請を否定するわけではなく、他の条文に根拠を求める。

### 準用ないし類推説
本条は刑事手続に関する規則であることを前提としながらも、刑罰以外の場合でも、ことの性質に応じて、本条が準用あるいは類推されるべきである。

### 適用説
本条は合衆国憲法修正14条の「デュー・プロセス」条項と同じ系譜のものであり、行政手続きにも適用される。手続的保護が刑事手続において発達したのは歴史的偶然であり、文理の過度の尊重はかえってその趣旨を見失いかねない。憲法の全体構造からみて、本条に明文の根拠を求めることが妥当であり、そう解したとしても不都合はない。
どのように適用されるかは、事柄の性質から判断して正当手続が人権保障の上に欠くことができないものであるかどうかによって定まる。

## 適正手続の私人間効力
日本国憲法の規定は、一般に私人間の法律行為に直接は適用されないとするのが通例であり、本条も直接適用があるのは行政機関その他の公的機関に限られる。もっとも、いわゆる私人間効力の議論（間接適用説）に見られるように、憲法に規定された趣旨は、公的機関以外の主体に対しても、b:民法第90条（公序良俗違反）、b:民法第709条（不法行為）、労働基準法19条（解雇権濫用法理）などの私法上の一般条項の解釈において、考慮される一要素となる。裏返せば、十分条件として、公的機関に求められる手続と同程度の手続を私人が履践した場合には、十分に適正な手続が踏まれたものと評価しうることとなる。
例えば、私企業による解雇が有効か否かが判断される際の一要素として、解雇される労働者にあらかじめ弁明の機会を与えたか否かが考慮されるのも、その現れといえる。

## 関連判例
- 最大判昭和21年9月16日 -  憲法13条、 憲法31条、 憲法36条（死刑合憲判決）
- 最大判昭和23年11月17日[12] - 憲法31条、憲法37条1項、憲法38条、憲法76条3項
- 最大判昭和37年5月30日[13] - 憲法73条6号、憲法94条、b:地方自治法2条、b:地方自治法14条
- 第三者所有物没収事件（最大判昭和37年11月28日）憲法29条
- 最大決昭和41年12月27日[14] - 憲法32条、憲法82条
- 最大決昭和43年6月12日[15] - 憲法29条
- 全農林警職法事件（最大判昭和48年4月25日）憲法28条、憲法18条、憲法21条
- 徳島市公安条例事件（最大判昭和50年9月10日）
- 福岡県青少年保護育成条例事件（最大判昭和60年10月23日）
- 成田新法事件（最大判平成4年7月1日）

### 書籍
- 東京法律研究会『大日本六法全書』井上一書堂、1906年（明治39年）。
- 田畑忍『憲法学原論』（改定版）有斐閣、東京、1957(昭和32)。
- 田中英夫「憲法31条―いわゆる適法手続条項について―」『基本的人権(2)』 8巻、有斐閣〈日本国憲法体系〉、1978(昭和53)。
- 橋本公亘『日本国憲法』（改訂版）有斐閣、東京、1988(昭和63)-04。ISBN 4641030979。
- 有倉遼吉、時岡弘 編『条解 日本国憲法』 1巻、三省堂、東京〈学説・判例整理シリーズ〉、1989(平成元)-06-30。ISBN 4-385-30860-8。

### 雑誌
- 中谷敬寿『公法研究』第25号、1頁。
- 中村弥三次『公法研究』第25号、93頁。